# 織田ゆり子
織田ゆり子（おだ ゆりこ、1955年12月生まれ、愛媛県西条市出身）は、日本の作詞家、訳詞家。神奈川県在住。

NHK総合テレビジョン、NHK教育テレビジョンなどのテレビ番組主題歌やテーマソングの作詞に定評があり、およそ1990年代からテレビアニメーション作品のテーマソングやエンディングテーマ、挿入歌などの作詞でも活躍。同時期、日本初の屋内型テーマパーク「サンリオピューロランド」の最初期に於ける数々のエンターテイメントショー演目楽曲の日本語訳詞で力を発揮し、ピューロランドの姉妹パーク「ハーモニーランド」最初のパレードやエンターテイメントショーの数々の楽曲訳詞(日本語訳詞)で品格ある歌詞を提供した。

## 経歴
湘南白百合学園高等学校 卒、聖心女子大学 卒。

## 主な作詞(作品名)
- 赤い髪と緑の瞳(アンの青春)
- 赤いやねの家
- 秋がそーっとやってきた
- あしたもげんきくんのテーマ「きょうからいちにんまえ」
- あしたは新しい日(アンの青春)
- あしたはだれに会えるかな
- あなたの笑顔
- あなたの風になって(アンの青春)
- アヴォンリーのハリケーン(アンの青春)
- いちねんじゅうクリスマス
- 一番列車に乗りこもう
- 一緒に暮らそう
- いつか誰かと(アンの青春)
- いつも側にいるから(ナースエンジェルりりかSOS)
- いつもの朝がはじまるよ
- 命の花はどこに(ナースエンジェルりりかSOS)
- 運命の組合せ(ナースエンジェルりりかSOS)
- 運命の恋(赤ずきんチャチャ 聖まじかるBOX3)
- オープニング・出発(加山雄三オープニングACT)
- お茶の時間を誰と(アンの青春)
- オニヤマのテーマ～人生は学歴
- かけごえロック
- 神様の試練(アンの青春)
- 考えてごらん(赤ずきんチャチャ 聖まじかるBOX3)
- ガードナー家の理想の嫁は
- 絆(NTT/加山雄三TVCM)
- きょうからいちにんまえ
- 金曜日のレセプション
- 空想の窓(アンの青春)
- 毛だま(赤ずきんチャチャ 聖まじかるBOX3)
- ここに男がいる理由
- こころ天気になあれ
- 心と心のハーモニー
- 心に何が見える
- こっちとそっち(NHK/おかあさんといっしょ)
- この道は彼女のもとへ
- これからの風景(フジテレビ/凪の風景主題歌)
- これが恋なの？(ナースエンジェルりりかSOS)
- 最後の試験
- さようなら愛しいもの(アンの青春)
- さるさるさ(NHK/おかあさんといっしょ)
- しいねちゃんと呼んで下さい(赤ずきんチャチャ 聖まじかるBOX3)
- 自然を燃やせ(ナースエンジェルりりかSOS)
- 忍びの恋(赤ずきんチャチャ 聖まじかるBOX3)
- ジンジャーの歌(アンの青春)
- 人生かくれんぼ(赤ずきんチャチャ 聖まじかるBOX3)
- 人生は始まったばかり
- 世界でいちばん美しい島(アンの青春)
- ゼニスケのテーマ～人生はカネや
- 卒業アルバム
- ソラシドマーチ
- 太郎のテーマ～いざ仕事へ(ミュージカル「月夜島のたぬきたち」)
- 誰かが君を狙ってる(ナースエンジェルりりかSOS)
- チャチャをつかまえろ(赤ずきんチャチャ 聖まじかるBOX3)
- チャチャにおまかせ(赤ずきんチャチャ 新エンディングテーマ)
- 月のうさぎと人魚姫～No.5ソラシのカノン(NHK/ふえはうたう)
- ティファニーで昼食を
- 友達以上になりたい(赤ずきんチャチャ 聖まじかるBOX3)
- 友だちのテーマ～みんなでできること～みんなで分け合えば(赤ずきんチャチャ 友だちのテーマ)
- ナースエンジェルりりかSOSのテーマ(ミュージカル ナースエンジェルりりかSOS)
- ないしょばなしだよ
- 21世紀のジュリエット(愛天使伝説ウェディングピーチ エンディングテーマ)
- 2本のレール
- 人魚の恋(赤ずきんチャチャ 聖まじかるBOX3)
- ねえ思い出して(ナースエンジェルりりかSOS)
- ねこいっぱい(NHK教育テレビ/ふえはうたう)
- はじめましてぼうけん
- ハッピーウェディング(アンの青春)
- 初恋物語
- ひとりぼっちのもみの木
- ふえのはじめのうた
- ふえはともだち
- ふたごのタンゴ
- プータのテーマ
- ぼくの子どもが生まれたときに
- ボクんちソラシドレストラン
- ボビーの空
- またあそぼ
- 窓から願いを(ナースエンジェルりりかSOS)
- 魔法のメニュー(赤ずきんチャチャ 聖まじかるBOX3)
- マリリンのテーマ～今日がいちばん新しい～(ミュージカル「月夜島のたぬきたち」)
- ミュージカル赤ずきんチャチャのテーマ
- みんなどこに行ったの(ナースエンジェルりりかSOS)
- 山彦荘のおとぎ話(アンの青春)
- 夕映えに旅して
- 雪女のブルース(赤ずきんチャチャ 聖まじかるBOX3)
- 雪のエンジェル
- ゆめみるくつ(NHK教育テレビ/ワンツーどん)
- ようこそキラーワールドへ(赤ずきんチャチャ 聖まじかるBOX3)
- ようこそマジカル・スクールへ(赤ずきんチャチャ・新エンディングテーマ)
- ライバルで親友(赤ずきんチャチャ 聖まじかるBOX3)
- レドモンド大学校歌(アンの青春)
- 忘れられない人(アンの青春)
- 私たちの未来は
- 私のアヴォンリー
- ＨＡＶＥ　Ａ　ＨＡＰＰＹ　ＤＡＹ！(ナースエンジェルりりかSOS)
- ＨＥＬＰ！ＨＥＬＰ！ＨＥＬＰ！
- ＭＩＳＳ　ＴＷＩＬＩＧＨＴ　ＣＡＦＥ
- ＲＥＭＥＭＢＥＲ　ＴＯＭＯＲＲＯＷ
- ＳＨＥＨＥＲＡＺＡＤＥ
- ＴＳＵＫＩＹＯＪＩＭＡ　ＰＡＲＡＤＩＳＥ(ミュージカル「月夜島のたぬきたち」)
- ＷＩＴＨ　ＭＹ　ＬＩＦＥ　ＷＩＴＨ　ＹＯＵＲ　ＬＩＦＥ

他 多数
テーマパーク楽曲(訳詞/作詞)
- サンリオスターライトパレード(サンリオピューロランド/1990年 - 1997年)
- キングハッピー・ホリデー・フォーリーズ『 King Happy Holiday Follies 』(1990年)
- メリー・クリスマス・ディア・ぽこぽん!!(King Happy Holiday Folliesの1991年冬再演版)
- ピューロランドメドレー『 Puroland Medley 』(1991年)
- サンリオキャラクターズ・オン・ブロードウェイ!!(1991年)
- ハローキティのドレミの歌(サンリオピューロランド/1991年)
- サンリオピューロランド・ハッピーバースデーキティ&ミミィ(1991年)
- サンリオピューロランド・スターライトパレード「フローラルファンタジー」(1992年)
- ハローキティのハッピーバースデーショー(ハーモニーランド/1991年)
- ファンタスティックハーモニーランドパレード(1991年 - )
- ハーモニーランド・ニューイヤーセレブレーション(1991年 - 1992年)

他 多数